# كول أوف ديوتي: بلاك أوبس كولد وور
كول أوف ديوتي: بلاك أوبس كولد وور (بالإنجليزية: Call of Duty: Black Ops Cold War)‏ هي لعبة فيديو بمنظور الشخص الأول من تطوير تريارك وريفين سوفتوير ونشر أكتيفجن. هي الجزء الخامس في سلسلة بلاك أوبس والجزء السابع عشر في سلسلة كول أوف ديوتي. أحداث اللعبة تقع بعد لكول أوف ديوتي: بلاك أوبس (2010) وقبل كول أوف ديوتي: بلاك أوبس 2 (2012). صدرت بلاك أوبس كولد وور في 13 نوفمبر 2020، حيث تدعم اللعبة اللغة العربية.
تقع أحداث بلاك أوبس كولد وور في بداية حقبة الثمانينات خلال الحرب الباردة. قصة الطور الفردي تتبع ضابط المخابرات المركزية الأمريكية راسل أدلر حيث يلاحق جاسوس سوفيتي يدعى «برسيوس» هدفه المعلن تخريب الولايات المتحدة وإمالة ميزان القوى لصالح الاتحاد السوفيتي. طور اللعب الجماعي يحتوي على أنماط لعب جديدة وخيارات تخصيص أكثر شمولية.

## القصة
الحملة (Campaign)
في يناير 1981، أرسل عملاء وكالة المخابرات المركزية (CIA) راسل أدلر (بروس توماس)، وأليكس ماسون (كريس باين جيلبرت)، وفرانك وودز (دامون فيكتور ألين) إلى أمستردام لاستهداف قاسم جوادي (فرشاد فرحات) وأراش كاديفار (نافيد نيغاهبان) لدورهما في أزمة رهائن إيران. وبناءً على المعلومات المستخلصة من استجواب قاسم، تعقبت الفرقة أراش إلى تركيا، حيث شهد الثلاثة قيامه بإعدام كل من كان في المركبة التي وصل فيها. تباهى أراش بأن الجاسوس السوفييتي برسيوس (ويليام سايلرز)—الذي كان أدلر يعتقد أنه ميت—كان المسؤول عن تنظيم أزمة الرهائن، قبل أن يتم إعدامه. وبعد أن أطلع أدلر وجيسون هدسون (بيوتر مايكل) الرئيس الأمريكي رونالد ريغان (جيف بيرغمان) على خطورة برسيوس، وافق الرئيس على تشكيل فريق عمليات سرية لتصفية برسيوس.
يتألف فريق أدلر من ضابطة الاستخبارات البريطانية هيلين بارك (ليلي كاولز)، وعميل الـ CIA لورنس سيمز (ريجي واتكنز)، وعميل الموساد إليعازر "لازار" أزولاي (دامون دايوب)، مع توفير الدعم التكتيكي من ماسون وودز. العضو الأخير في الفريق هو عميل يُعرف بالاسم الرمزي "بيل"، الذي يُزعم أنه خدم مع أدلر وسيمز في وحدة العمليات الخاصة خلال حرب فيتنام. يطلب الفريق من بيل استرجاع ذكريات عملية الفك المكسور (Operation Fracture Jaw) عام 1968، حيث يعتقد أدلر أنهم واجهوا برسيوس لأول مرة. بعد ذلك، يتوجه الفريق إلى برلين الشرقية للقبض على أنطون فولكوف (رافاييل بيتاردي)، زعيم مافيا روسي له صلات ببرسيوس.
يتضح للفريق أن فولكوف ساعد برسيوس في تهريب جهاز نووي عبر برلين الشرقية، كما يعثرون على إحداثيات مشفرة تشير إلى منطقة غير مأهولة في أوكرانيا. يتم إرسال بيل وودز إلى هذه الإحداثيات، حيث يتسللان إلى منشأة تدريب سرية تابعة للقوات الخاصة الروسية سبتسناز. يكتشفان أن برسيوس اخترق برنامج عملية الضوء الأخضر (Operation Greenlight)، وهو برنامج أمريكي سري يهدف إلى زرع قنابل نيوترونية في كل مدينة أوروبية رئيسية لمنع استخدامها من قبل السوفييت في حال حدوث غزو. تشير المعلومات التي تم جمعها من منشأة سبتسناز إلى أن برسيوس ينقب عن قاعدة نيكيتا دراغوفيتش المدمرة في جبال الأورال، مما يدفع ماسون وودز إلى التوجه إلى هناك لاسترداد قائمة الوكلاء النائمين الخاصة بدراغوفيتش. ومع ذلك، يكتشف الفريق أن برسيوس قام بمسح البيانات من قاعدة المعلومات، مما يجعل الخيار الوحيد هو التسلل إلى مبنى لوبيانكا لاسترداد القائمة.
تسلسل الأحداث
بدعم من العميل المزدوج ديميتري بيليكوف (مارك إيفانير)، يتمكن أدلر وبيل من دخول مبنى لوبيانكا. يتعلم الفريق أن عالماً في عملية الضوء الأخضر هو أحد الوكلاء النائمين وهرب إلى كوبا، حيث يتبعه الفريق. هناك، يكتشفون أن برسيوس سرق رموز التفجير لجميع قنابل الضوء الأخضر، مما يمكنه من تدمير أوروبا وإلقاء اللوم على الولايات المتحدة. يتعرض الفريق لنيران كثيفة، ويُصاب كل من لازار وبارك، مما يترك بيل أمام خيار إنقاذ أحدهما فقط.
نهاية القصة
بعد إنقاذ بيل، يستمر أدلر في الضغط عليه لاستعادة ذكرياته عن فيتنام. في هذه المرحلة، يتم الكشف عن الهوية الحقيقية لبيل كعميل تابع لبرسيوس، حيث أطلق عليه أراش النار في تركيا بدافع الغيرة. عثر أدلر على بيل وأخضعه لعملية غسل دماغ باستخدام مشروع MKUltra لإقناعه بأنه كان رفيقه. بعد عودة ذاكرة بيل، يقوم أدلر باستجوابه للكشف عن موقع مقر برسيوس.
إذا اختار بيل البقاء مخلصًا لبرسيوس، يمكنه تضليل أدلر وفريقه بإرسالهم إلى مجموعة رادارات دوغا حيث سيكونون بعيدين جدًا عن منع برسيوس من تفعيل القنابل. كما يمكنه الاتصال ببرسيوس وترتيب كمين، مما يؤدي إلى مساعدة وكلاء برسيوس في القضاء على أدلر وفريقه.
إذا اختار بيل خيانة برسيوس، فإنه ينضم إلى وكالة الاستخبارات المركزية في الهجوم على مقر برسيوس في جزر سولوفكي، حيث يدمرون أجهزة الإرسال اللازمة لإرسال إشارات التفجير.
في النهاية، يأخذ أدلر بيل إلى محادثة خاصة، مشيدًا بخياره بالانقلاب على برسيوس واعتباره بطلاً، قبل أن يقوم بتصفيته باعتباره يشكل خطراً كـ"طرف غير مرغوب فيه" لوكالة الاستخبارات.

## طريقة اللعب
تدور أحداث اللعبة خلال الحرب الباردة في أوائل الثمانينات حول عميل في وكالة المخابرات المركزية يدعى راسل أدلر ومهمته هي إيقاف جماعة متطرفة في الأتحاد السوفيتي في عام 1981م، قصة اللعبة مستوحاة من أحداث حقيقية حيث أن الحملات التي تقوم بها موجودة في أماكن مثل برلين الشرقية وفيتنام وتركيا ومقر الكي جي بي، يمتاز هذا الجزء بحرية بناء الشخصية مثل أختيار لون البشرة والجنس وجنسيتهم.